# مسیر رودخانه
مسیر رودخانه فیلمی به کارگردانی و نویسندگی صابر رهبر محصول سال ۱۳۴۳ است.

## خلاصه داستان
محمود در خانهٔ محقر خود با جنازه ای روبرو می‌شود. او جنازه را به جنگل می‌برد تا به طناب دار بیاویزد، اما مردی به نام جبار سرمی رسد و محمود را با تهدید به مزرعه ای می‌برد و او را فرهاد، پسر گمشدهٔ صاحب مزرعه، معرفی می‌کند. محمود که به ناهید دختر ارباب، علاقمند شده واقعیت را فاش می‌کند، و ناهید با این تصور که محمود قصد فریب پدرش را دارد او را از خود می‌راند. محمود در روزنامه می‌خواند که پلیس جنازه ای را در جنگل پیدا کرده که پیش از این از غسال خانه دزدیده شده‌است. محمود همکاریش را با جبار به هم می‌زند، اما جبار او را به املاک سهراب خان می‌برد و فرهاد را به او نشان می‌دهد. سهراب محمود را در اتاقکی حبس می‌کند. فرهاد محمود را نجات می‌دهد و محمود فرهاد را نزد پدر واقعی‌اش می‌برد و با ناهید ازدواج می‌کند.

## بازیگران و صداپیشگان
- محمدعلی فردین گوینده چنگیز جلیلوند
- فریده نصیری گوینده نیکو خردمند
- اکبر خواجوی گوینده اصغر افضلی
- محمدرضا فاضلی گوینده ایرج رضایی
- جواد تقدسی گوینده حمید قنبری
- مهدی رئیس فیروز گوینده هوشنگ کاظمی
- رفیع حالتی گوینده چنگیز جلیلوند

سرپرست گویندگان هوشنگ کاظمی